# Ivan Jarnjak
Ivan Jarnjak, hrvaški politik, * 1941.
Med letoma 1992 in 1996 je bil minister za notranje zadeve Republike Hrvaške.